# High School Musical 2
High School Musical 2 é o segundo telefilme americano da trilogia High School Musical escrito por Peter Barsocchini e dirigido por Kenny Ortega. Foi lançado no canal a cabo Disney Channel em 17 de agosto de 2007.
High School Musical 2 segue Troy Bolton (Zac Efron), Gabriella Montez (Vanessa Hudgens) e o resto dos East High Wildcats enquanto eles vão para as férias de verão. Troy consegue um emprego para ele e seus amigos em um clube de campo de propriedade dos pais de Sharpay Evans (Ashley Tisdale). Sharpay fica enfurecida quando descobre que Gabriella está trabalhando em seu clube como salva-vidas, então ela começa a sabotar seus colegas, bem como o romance entre Troy e Gabriella.
O filme foi assistido por 17 milhões de espectadores em sua transmissão de estreia, se tornando a maior audiência da história do Disney Channel. Ele também foi classificado como a transmissão a cabo de maior audiência na época.
A trilha sonora do filme também teve sucesso comercial; foi certificada com platina em sua primeira semana, quando estreou em número um nos Estados Unidos. Além disso, seu single "What Time Is It?" Alcançou o número seis na Billboard Hot 100.
A sequencia do filme, High School Musical 3: Ano da Formatura, foi lançada nos cinemas em 2008.

## Sinopse
O ano letivo termina com todos da East High School aguardando as férias de verão ("What Time Is It"). Troy Bolton ainda está namorando Gabriella Montez, que decide ficar em Albuquerque com sua mãe. Troy finalmente decide procurar um emprego de verão para ganhar dinheiro para a faculdade.
Sharpay e Ryan Evans planejam passar parte do verão no country club de sua família, Lava Springs ("Fabulous"), mas os planos de verão de Sharpay incluem também a perseguição de Troy, a quem ela conseguiu ser contratada no clube. No entanto, Troy convence o gerente do clube, Sr. Fulton, a contratar Gabriella e seu grupo próximo de amigos também; incluindo Taylor e Chad. Sharpay fica enfurecida quando descobre que Gabriella está trabalhando como um dos salva-vidas, mas é incapaz de fazê-la ser demitida. Então ela ordena a Fulton que lhes dê tarefas difíceis, para que seja mais fácil dela sair. Fulton tenta intimidar o grupo, mas Troy reconstrói sua confiança e os convence de que eles podem perseverar ("Work This Out").
Troy continua a se preocupar com financiamento para a faculdade. Sharpay sente sua necessidade e faz com que Troy seja promovido, esperando que isso o convença a cantar com ela no show de talentos. Enquanto isso, Kelsi escreve uma balada para Troy e Gabriella. Troy concorda em cantar com seus amigos no show ("You Are The Music In Me"), sem saber que Sharpay está competindo por sua atenção. (Na versão estendida, Sharpay e Ryan prendem Troy enquanto ele se prepara para um encontro com Gabriella, e realizam seu potencial show ("Humuhumunukunukuapua'a").
Ryan percebe que ele não significa muito para Sharpay mais, já que ela vem o deixando de lado pela oportunidade de se apresentar com Troy. Isso leva à tensão entre os irmãos gêmeos e Ryan com raiva informa a Sharpay que ele não vai mais obedecer às ordens dela. Taylor e Gabriella convidam Ryan para o jogo de beisebol, onde ele convence os Wildcats a participar do show de talentos ("I Don't Dance").
O relacionamento de Troy e Gabriella fica tenso quando Troy vê Ryan com Gabriella, provocando ciúmes. Devido a uma "promessa" de Troy, ele e Sharpay cantam sua música no Show de Talentos da Noite de Verão ("You Are The Music In Me (Versão Sharpay)").
Quando Sharpay descobre que Ryan e os Wildcats estão montando sua própria performance no show, ela ordena que Fulton proíba todos os membros da equipe júnior de se apresentarem. Gabriella confronta Sharpay com raiva sobre sua interferência e deixa o emprego em Lava Springs. Troy ouve a conversa e tenta convencer Gabriella a mudar de ideia. Gabriella expressa sua perda de confiança com Troy ("Gotta Go My Own Way") e deixa Lava Springs, e lhe devolve o colar. Troy retorna ao trabalho no dia seguinte e descobre que seus amigos se recusam a falar com ele. Kelsi silenciosamente mostra a Troy o aviso do Sr. Fulton, fazendo com que Troy questionasse suas próprias motivações ("Bet On It"). Troy confronta Sharpay, informando que ele não vai cantar com ela. Os Wildcats e Chad perdoam Troy por sua ausência e o convencem a cantar no show de talentos, o que ele faz somente sob a condição de que todos possam se apresentar.
Na suposta instrução de Sharpay, Ryan dá a Troy uma nova música para aprender momentos antes do show. Quando Troy vai ao palco, ele pergunta a Sharpay por que ela trocou a música, e Sharpay fica chocada ao descobrir que seu irmão a enganou. Troy canta a canção ("Everyday") sozinho, até que Gabriella se junta surpreendentemente a ele no palco. No final, Sharpay se junta a seus colegas e orgulhosamente presenteia seu irmão, Ryan, com o prêmio do show de talentos. Após o show de talentos, todos os Wildcats vão para o campo de golfe para aproveitar os fogos de artifício. Todo mundo celebra o final do verão com uma festa na piscina ("All for One").

## Elenco e Personagens
- Troy Bolton (Zac Efron) é o namorado de Gabriella, o estudante masculino mais popular da East High School e o capitão do time de basquete do colégio.
- Gabriella Montez (Vanessa Hudgens) é a namorada de Troy, que está aliviada por ela ainda estar frequentando o East High. Ela é a salva-vidas no Lava Springs Country Club até que as ações de Sharpay a façam parar e terminar com Troy.
- Sharpay Evans (Ashley Tisdale) é a irmã gêmea de Ryan, determinada a ganhar o show de talentos, enquanto também disputa a atenção de Troy e faz qualquer coisa para ajudá-lo.
- Ryan Evans (Lucas Grabeel) é o irmão gêmeo de Sharpay que vive na sombra de sua irmã.
- Chad Danforth (Corbin Bleu) é o melhor amigo de Troy e é muito amigo de Jason e Zeke.
- Taylor McKessie (Monique Coleman) é a melhor amiga de Gabriella. Ela também é amiga de Kelsi Nielsen e Martha Cox e está namorando Chad. Ela é a capitã do time da escola Scholastic Decathlon. Ela tem um emprego de verão em Lava Springs como Coordenadora de Atividades.
- Thomas Fulton (Mark L. Taylor) é o gerente de Lava Springs.
- Treinador Jack Bolton (Bart Johnson) é o pai de Troy e treinador de basquete da High East.
- Darby Evans (Jessica Tuck) é a mãe de Sharpay e Ryan e presidente do Conselho de Lava Springs.
- Vance Evans (Robert Curtis Brown) é o pai de Sharpay e Ryan.
- Ms. Darbus (Alyson Reed) é a severa professora de teatro do East High.
- Zeke Baylor (Chris Warren Jr.) é amigo de Troy e Chad e joga no time de basquete.
- Jason Cross (Ryne Sanborn) é amigo de Troy, Chad e Zeke e joga no time de basquete.
- Kelsi Nielsen (Olesya Rulin) é amiga de Gabriella e Taylor e pianista e compositora .
- Martha Cox (Kaycee Stroh) é amiga de Gabriella, Kelsi e Taylor.
- Jackie (Tanya Chisholm) é uma das amigas de Sharpay (as The Sharpettes).
- Lucille Bolton (Leslie Wing Pomeroy) é a mãe de Troy.
- Lea (Kelli Baker) é outra Sharpette.
- Emma (McCall Clark) é outra Sharpette.
- Garoto que pede autógrafo da Sharpay (Shane Harper) figuração no primeiro musical.
- Garota da Piscina (Miley Cyrus) figuração na última cena.[7]

## Produção
O filme manteve Utah como um local de filmagem central, com um retorno à East High School, enquanto a Entrada no Snow Canyon Country Club foi adotada como o country club de Evans. Cenas adicionais também foram filmadas em Los Angeles. Neste filme, Zac Efron cantou todas as músicas com sua própria voz, enquanto, no primeiro High School Musical, sua voz foi misturado com a do cantor e ator Drew Seeley.

## Lançamento
A estreia de High School Musical 2 foi ao ar às 20:00, horário da costa leste dos EUA, em 17 de agosto de 2007. No sábado, 18 de agosto, o Disney Channel exibiu "High School Musical 2: Wildcat Chat", no qual as estrelas do filme responderam perguntas feitas por fãs. Em 19 de agosto, a Disney exibiu uma versão do filme ao vivo. Em 23 de maio, a DirecTV anunciou que eles estariam realizando uma exibição em alta definição exclusiva do filme no canal, Audience Network.
O Disney Channel exibiu um programa semanal chamado Road to High School Musical 2, começando em 8 de junho de 2007, e levando à estreia de High School Musical 2 em agosto. O programa ofereceu aos espectadores uma visão dos bastidores da produção do filme. A estreia mundial do musical de abertura "What Time Is It?" foi na Radio Disney em 25 de maio de 2007, e da mesma forma "You Are The Music In Me" estreou em 13 de julho de 2007.
Em 11 de dezembro de 2007, o filme foi lançado em DVD e Blu-ray intitulado High School Musical 2: Extended Edition. Em 15 de setembro de 2008, uma edição especial de 2 discos do filme foi lançada, intitulada High School Musical 2: Deluxe Dance Edition.

## Recepção

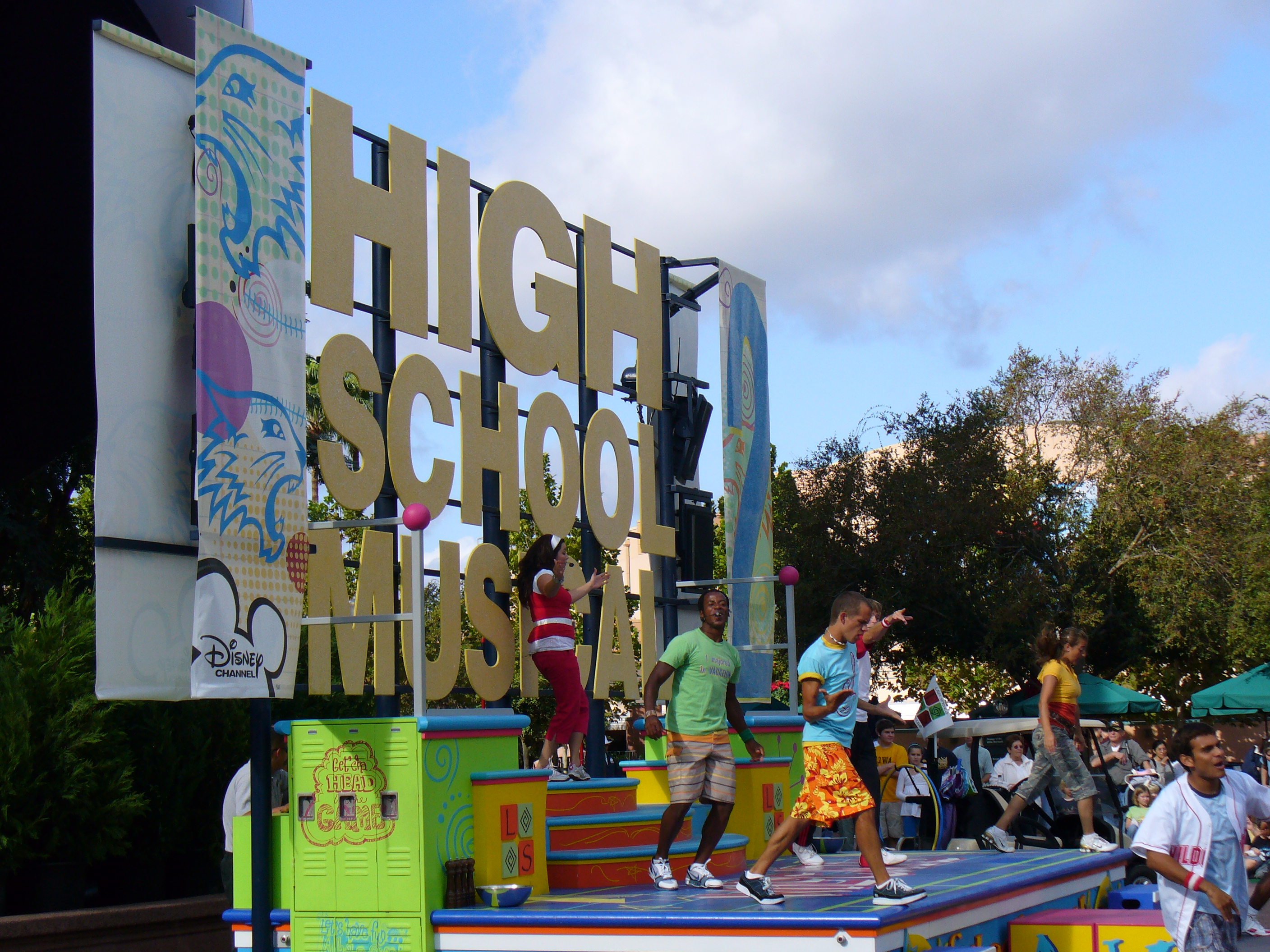
Uma performance de números musicais de High School Musical 2 no Disney's Hollywood Studios

A primeira transmissão do filme em 17 de agosto de 2007, teve 17,2 milhões de telespectadores. Na época, foi a transmissão de TV a cabo mais assistida da história (o recorde anterior foi realizado por uma edição da Monday Night Football da ESPN entre o New York Giants e o Dallas Cowboys em 23 de outubro de 2006, que atraiu 16 milhões de telespectadores), o filme de TV a cabo mais assistido de todos os tempos (o recorde anterior foi realizado pela transmissão da Crossfire Trail em 21 de janeiro de 2001 da TNT, que atraiu 12,5 milhões de telespectadores) e a maior audiência de sexta-feira de qualquer programa de TV a cabo ou TV aberta nos últimos cinco anos. As classificações para a segunda exibição do filme caíram para 8,4 milhões, e a terceira exibição caiu para 7,4 milhões, totalizando o fim de semana de estreia para 33,04 milhões de telespectadores.
Na América Latina, a estreia do filme foi vista por 3,3 milhões de telespectadores na região norte. O filme foi o mais assistido em sua programação, entre todos os canais a cabo, e produziu a mais alta classificação do canal. Entre outros registros, a estreia na Argentina superou a estreia do High School Musical do ano passado, em 107 por cento, enquanto no Brasil a sequência chegou a 208 por cento, e no México com 61 por cento. Na Europa, mais especificamente no Reino Unido, o filme tornou-se o programa mais visto de todos os tempos no Disney Channel, totalizando 1,2 milhão de espectadores em sua primeira exibição.
O filme recebeu críticas positivas dos críticos, ganhando uma pontuação de 57% no Rotten Tomatoes, enquanto obtinha uma pontuação de 72/100 no Metacritic. Robert Bianco do USA Today, premiou com o filme três estrelas de quatro, dizendo High School Musical 2, foi "doce, inteligente, repleto de talento e energia, e inundado de inocência". Enquanto os críticos gostavam do filme, eles notaram que o momento da estreia do filme parecia estranho, estreando apenas quando a escola estava prestes a começar de novo, enquanto o enredo do filme envolvia a turma indo em férias de verão. High School Musical 2 ganhou o prêmio "So Hot Right Now" no Nickelodeon Kids' Choice Awards de 2007 da Austrália, no qual o colega de High School Musical Zac Efron foi apresentador do The Veronicas.

## High School Musical 2: On Stage!
Como o primeiro High School Musical, foi adaptado em duas produções teatrais diferentes: uma versão de 70 minutos e uma produção completa de dois atos. Esta produção de palco inclui a música "Hummuhummunukunukuapua'a" que foi deixada de fora do filme original, mas incluída no DVD. Através da Music Theater International, a Disney Theatrical começou a licenciar os direitos teatrais em outubro de 2008. O MTI originalmente recrutou 7 escolas para servirem como testes para a nova adaptação completa, mas devido a complicações com vários rascunhos do roteiro e da partitura, todos mas duas escolas foram forçadas a abandonar o programa piloto.
- Em 18 de maio de 2008, a Woodlands High School se tornou a primeira escola a produzir o High School Musical 2.
- De 17 de julho a 3 de agosto de 2008, o Harrell Theater, em Collierville, Tennessee, foi o primeiro teatro comunitário a realizar a produção, que contou tanto com um elenco sênior quanto com um elenco júnior.
- De 15 de janeiro a 15 de fevereiro de 2009, a produção da estreia na Costa Oeste foi apresentada pela Escola de Artes Dramáticas do Pacific Repertory Theatre. A produção foi dirigida pelo fundador do PacRep Stephen Moorer , que já dirigiu a estreia da Califórnia do primeiro High School Musical.[20]
- De 6 a 18 de abril de 2009, a estreia no Reino Unido foi realizada pela StageDaze Theatre Company, em Cardiff.[21]

## Músicas
| N.º | Título                    | Artista(s) | Duração |  |
| 1.  | "What Time Is It"         | Ashley Tisdale, Corbin Bleu, Lucas Grabeel, Monique Coleman, Vanessa Hudgens e Zac Efron                              | 3:40    |  |
| 2.  | "Fabulous"                | Ashley Tisdale e Lucas Grabeel                                                                                        | 3:27    |  |
| 3.  | "Work This Out"           | Chris Warren Jr., Corbin Bleu, Kaycee Stroh, Monique Coleman, Olesya Rulin, Ryne Sanborn, Vanessa Hudgens e Zac Efron | 3:26    |  |
| 4.  | "You Are The Music In Me" | Vanessa Hudgens e Zac Efron                                                                                           | 3:26    |  |
| 5.  | "I Don't Dance"           | Corbin Bleu e Lucas Grabeel                                                                                           | 3:19    |  |
| 6.  | "You Are The Music"       | Ashley Tisdale | 3:06    |  |
| 7.  | "Gotta Go My Own Way"     | Vanessa Hudgens e Zac Efron                                                                                           | 3:33    |  |
| 8.  | "Bet On It"               | Zac Efron | 3:21    |  |
| 9.  | "Everyday"                | Vanessa Hudgens e Zac Efron                                                                                           | 4:38    |  |
| 10. | "All For One"             | Ashley Tisdale, Corbin Bleu, Lucas Grabeel, Monique Coleman, Vanessa Hudgens e Zac Efron                              | 4:14    |  |
| 11. | "Humuhumunukunukuapua'a"  | Ashley Tisdale e Lucas Grabeel                                                                                        | 5:01    |  |

- A Música "Humuhumunukunukuapua'a" foi cortada do filme e usada na versão estendida, onde é a quinta música apresentada no filme.